# Năpradea
Năpradea – wieś w Rumunii, w okręgu Sălaj, w gminie Năpradea. W 2011 roku liczyła 772 mieszkańców.